# Trận thành Utsunomiya
Trận thành Utsunomiya (宇都宮城の戦い (Vũ Đô Cung thành chiến) Utsunomiyajō no tatakai) là một trận đánh giữa quân bảo hoàng và Mạc phủ Tokugawa trong Chiến tranh Boshin ở Nhật Bản vào tháng 5 năm 1868. Nó diễn ra khi binh lính của Mạc phủ Tokugawa rút lui về phía Bắc đến Nikkō và Aizu.

## Bối cảnh
Sớm mùa xuân năm 1868, các thuộc hạ cũ của nhà Tokugawa dưới quyền của Ōtori Keisuke và Hijikata Toshizō tập trung ở Kōnodai (国府台) (Quốc Phủ Đài), đã ồ ạt rời thủ phủ Edo của Shogun. Tuy vậy, cố một số nhỏ người Aizu dưới quyền của Akizuki Noborinosuke và binh lính phiên Kuwana của Tatsumi Naofumi cũng hiện diện, cũng như một nhúm Shinsengumi còn sống sót, ví dụ như Shimada Kai. Trong khi nhiều người trong số họ là samurai, cũng có nhiều người là thành viên của các tầng lớp xã hội khác, đặc biệt là dưới sự chỉ huy trực tiếp của Ōtori. Mục tiêu của họ là Utsunomiya, một thị trấn có thành trên đường lên phía Bắc đến Nikkō và Aizu, một vị trí có tầm chiến lược quan trọng sống còn. Daimyō của Utsunomiya, Toda Tadatomo, không ở đó, vì ông đã được Tokugawa Yoshinobu giao nhiệm vụ đến Kyoto và đệ trình một bức thư xin lỗi và quy phục. Tuy vậy, khi ông đến Ōtsu, Toda gặp quân đội Satsuma-Chōshū, và bị bắt giam, vì một bức thư như thế khi đến tay Thiên hoàng Meiji có thể dẫn đến việc sớm tha thứ, làm phức tạp thêm đối tượng quân sự của liên minh chống Tokugawa. Điều này khiến Utsunomiya ở vào tay của người tiền nhiệm đã nghỉ hưu của Tadatomo, Toda Tadayuki, người chủ trương đầu hàng, nhưng không tham dự vào những nỗ lực của Mạc phủ cũ.

## Các sự kiện dẫn đến trận đánh
Trong những ngày trước trận đánh, quân đội Mạc phủ cũ đi rất nhanh trong vùng từ thành này đến thành khác, với Hijitaka lấy 2 phiên ở tỉnh Hitachi —Shimotsuma và Shimodate—vào 7 tháng 5 và 8 tháng 5. Tuy vậy, những phiên này nhỏ và daimyo đã bỏ chạy, họ không có thêm nhiềm tiền và hàng tiếp tế, và Hijitaka không thể lấy được thứ mình đã hy vọng. Gần như cùng lúc, nổi loạn của nông dân nổ ra ở Utsunomiya, mang lại thời cơ hoàn hảo cho quân đội Mạc phủ cũ tấn công, mà họ nắm lấy không hề trì hoãn. Quân đội của Ōtori phát động cuộc tấn công vào lâu đài sáng ngày 10 tháng 5 năm 1868, đối mặt với đội quân hỗn hợp của triều đình từ quân của Matsumoto (tỉnh Shinano, 60.000 koku), Kurohane (tỉnh Shimotsuke, 18.000 koku), Mibu (tỉnh Shimotsuke, 18.000 koku), Iwamurata (tỉnh Shinano, 18.000 koku), Susaka (tỉnh Shinano, 12.000 koku), Hikone (tỉnh Ōmi, 350.000 koku), Ōgaki (tỉnh Mino, 100.000 koku), Utsunomiya (tỉnh Shimotsuke, 77.000 koku),và Kasama (tỉnh Hitachi, 80.000 koku). Thành thất thủ cùng ngày đó, Toda Tadayuki chạy đến Tatebayashi. Ōtori, dẫn đầu đạo quân chủ lực, tiến vào thành vào ngày 20, và quân đội của ông lấy hết gạo từ trong kho,phát cho dân trong thành, những người, như đã nói ở trên, đã nổi loạn trong vòng vài ngày trước đó. Sau đó, họ nỗ lực củng cố vị trí của quân Otori tại đây. Lính của Otorri, nay liên lạc với quân của Hijitaka, bao gồm những người khác ví dụ như các cựu thành viên Shinsengumi đơn vị Seiheitai của Nagakura Shinpachi, tiến lên phía Bắc đến Mibu, nơi họ định lẩn trốn và nằm chờ thời; tuy vậy, khi họ đến, họ phát hiện ra rằng quân đội Satsuma đã chiếm thành này. Những người phía Nam, bị sốc vì sự xuất hiện bất ngờ của họ, vào trong thành và tăng cường phòng thủ; và trong khi quân tấn cong định nổi lửa đốt thành phố, một trận mưa như trút đổ xuống, khiến việc đó thành vô hiệu. Bất chấp những nỗ lực cao nhất, đơn vị liên hợp này không thể chiếm được thành Mibu, và rút lui về Utsunomiya sau khi phải chịu thương vong tổng cộng là 60 người, bao gồm 8 sĩ quan. Sau đó, quân triều đình, với quân Satsuma và Ogaki dẫn đường, quét lên phía Đông Bắc theo hướng đường Mibu-kaidō vào ngày 14 tháng 5, tiến hành phản công chiếm lại tòa thành cùng ngày hôm đó.
Đối mặc với việc bị đánh bại, quân đội của Ōtori rút lui về phía Bắc, bằng đường Nikkō, về phía Aizu.

## Sau trận đánh
Cần lưu ý rằng trong khi phiên Aizu trước đó chủ trường đầu hàng và đàm phán hòa bình là thứ nhất rồi mới đến kháng cự, việc một số lượng lớn người trung thành với Mạc phủ cũ tiến vào, sau khi rút lui từ Utsunomiya, buộc họ phải tham dự sâu vào những cuộc kháng cự bằng vũ trang:

"...quân lính của Mạc phủ, những người ủng hộ tiếp tục chiến tranh, bắt đầu ồ ạt nhổ trại và rời Edo đến Aizu, thế do dự của Aizu bị chuyển thành thế chủ chiến. Những người như quân sư cao cấp Saigō Tanomo và quan nông nghiệp Kawahara Zenzaemon tiếp tục ủng hộ bổn phận và sự quy phục với Thiên hoàng, tuy vậy, lời họ không được lắng nghe, và đám mây chiến tranh lan đến vùng Đông Bắc Nhật Bản..."
Trong những năm sau này, Ōtori tả lại trận đánh, lấy đầu đề là Nanka Kikō (南柯紀行) (Nam Kha Kỷ Hành), in trên Kyū Bakufu (舊幕府) (Cựu Mạc phủ), một tạp chí chuyên về lịch sử Bakumatsu, mà ông giúp biên tập.